# Vnější paměť
Vnější paměť je v architektuře počítačů zařízení pro dlouhodobější (minuty až léta) ukládání dat, zatímco ve vnitřní (operační) paměti jsou data, která se právě zpracovávají. Vnější paměti se používají nejen v počítačových systémech, ale i v jiných zařízeních, která vyžadují ukládání dat (mobilní telefony, digitální fotoaparáty, videokamery, televizní set-top boxy, apod.).
Vnější paměť počítačů byla od 60. let 20. století nejčastěji realizována magnetickými disky, výměnnými nebo nevýměnnými. U menších zařízení se již na konci 20. století používaly flash paměti (digitální fotoaparát Apple QuickTake z roku 1994 měl 1 MB flash paměti), které jsou základem polovodičových disků (SSD), jejichž ceny klesají natolik, že se po roce 2020 staly nejčastějším typem vnější paměti počítačů.

## Účel
Zatímco operační (vnitřní) paměť počítače je obvykle volatilní – po odpojení napájení se informace v ní obsažené smažou – vnější paměti slouží k trvalejšímu ukládání informací (programů a dat), protože jejich obsah se vypnutím napájení neztrácí. Přístup k vnější paměti je však podstatně pomalejší; zatímco k operační paměti mají přístup jednotlivé instrukce procesoru, pro přístup k datům ve vnější paměti jsou potřeba poměrně velké kusy programu, které jsou součástí operačního systému (ve formě ovladačů zařízení), případně BIOSu počítače. Data z vnější paměti se pro zpracování musí načíst do vnitřní paměti a naopak vytvořená data se z vnitřní paměti musí do vnější paměti uložit, zpravidla v podobě souborů v hierarchické struktuře adresářů, kterou si uživatel vytváří podle svých potřeb. Přímým přístupem do vnější paměti se míní možnost načíst nebo zapsat blok dat (sektor) na libovolné místo na disku v čase, který není příliš závislý na umístění bloku na paměťovém médiu, případně DMA – přenos dat mezi vnitřní a vnější pamětí bez přímého zapojení hlavního procesoru.

## Druhy vnějších pamětí
Vnější paměti lze rozdělit na paměti s výměnným a nevýměnným médiem. K vnějším pamětem počítačů s výměnným médiem patří diskety a ZIP disky s magnetickým záznamem, CD, DVD a Blu-ray disky s optickým záznamem a polovodičové paměťové karty. K vnějším pamětem s nevýměnným médiem patří interní pevné disky a SSD disky; tyto disky v externím provedení stejně jako USB flash disky sice nemají výměnné médium, ale lze je snadno přenášet a připojovat k různým počítačům a jiným zařízením.

### Disketa
Disketa je oboustranný magnetický nosič informace, pružný kotouč je umístěn v plastové obálce nebo tuhém obalu. Princip čtení a zápisu dat je obdobný jako u HDD, pouze však hlavičky se přímo dotýkají magnetického povrchu desky. V historii se nejvíce prosadily diskety o velikosti 8, 5,25 a 3,5 palců s kapacitou od 100 kB do 1,44 (příp. 2,88) MB. V posledním desetiletí 20. století se objevily na podobném principu pracující ZIP disky s kapacitou 100, 250 nebo 750 MB. Po roce 2000 byly diskety nahrazovány flash paměťmi a po roce 2010 prakticky vymizely. 

### CD-ROM, CD-RW
CD je velkokapacitní paměťové médium s kapacitami 250 MB, 650 MB, 700 MB, 800 MB, 900 MB. Data jsou zaznamenávány mechanicky, pomocí lisování nebo laserem. U CD-RW záznamové barvivo nepodléhá nezvratné změně, ale pouze k fázové změně (z krystalické na amorfní). CD-ROM mechanika slouží ke čtení kompaktních disků. Připojuje se pomocí rozhraní IDE nebo SATA. Čtení disku probíhá pomocí laseru a optické soustavy. CD médium má ve svém povrchu vylisovánu drážku ve formě spirály, v které jsou uložena data. Na CD nelze vypálit přímo nuly a jedničky, proto je nutné data nejdříve zakódovat. Pro záznam pak budeme potřebovat úrovně – výstupky (lands) a prohlubně (pits).

### DVD-ROM, DVD-RW
Velkokapacitní paměťové médium s vyšší kapacitou než CD. Jednovrstvé, jednostranné s kapacitou 4,7 GB, dvouvrstvé, jednostranné s 8,5 GB, jednovrstvé, oboustranné s 9,4 GB a dvouvrstvé, oboustranné s maximální kapacitou DVD 17 GB. Na DVD se bez problémů vejde celovečerní film s trojrozměrným zvukem namluveným devíti jazyky + 32 jazykových titulků. Na DVD se dají totiž také ukládat data a programy a tak se DVD spíše vykládá jako digitální víceúčelový disk. Takovéto disky nelze přehrát v obyčejné CD-ROM mechanice. Naopak DVD mechanika dokáže číst disky CD-ROM, CD-R i CD-RW. Stejně jako je u CD mechanik rozdělení rychlosti podle násobků původní rychlosti čtení hudebního CD, je tomu tak i u DVD. 1× DVD přibližně odpovídá 10× CD.

### Blu-ray
Paměťové médium s příčným odstupem stop 0,35 mikrometrů. Pro čtení se používá laserové světlo s vlnovou délkou 405 nanometrů. Tak jako CD, má i blu-ray disk průměr 12 cm, v menším provedení 8 cm a tloušťku 1,2 mm. Disky umožňují záznam dat s celkovou kapacitou až 25 GB u jednovrstvého disku, 50 GB u dvouvrstvého disku až do 100 GB u oboustranného, dvouvrstvého disku. Díky umístění záznamu 0.1 mm pod povrch je možné vyrobit hybridní disk s DVD i Blu-ray záznamem na jedné straně disku. Čtecí zařízení pro disky blu-ray jsou vyvíjena s ohledem na CD a DVD, mají umožňovat čtení všech tří typů disků.

### Flash paměť
Flash paměť je elektricky programovatelná paměť, vnitřně organizovaná po blocích, do kterých lze po vymazání ukládat nová data. Flash paměť má omezenou životnost maximálním počtem zápisů do stejného místa (asi 100 000×). Různé druhy karet, např. SD card, CompactFlash nebo Memory Stick, se používají v digitálních fotoaparátech a kamerách, místo disket se pro ukládání a přenos dat používají USB flash disky, flash paměti se používají místo disků v průmyslových počítačích, v počítačích s nízkou spotřebou a různých specializovaných zařízeních (routery, televizní set-top boxy, apod.). V roce 2014 byla představena karta Memory Stick s kapacitou 512 MB, její cena byla ale o řád větší než pevného disku se stejnou kapacitou. V roce 2023 jsou v nabídce karty s kapacitou 1 TB, standard SDUC je připraven pro karty s kapacitou přes 2 TB, až do 128 TB. Kolem roku 2020 mají SSD disky cenu srovnatelnou s magnetickými pevnými disky a díky vyšší rychlosti je vytlačují z pozice nejrozšířenější vnější paměti počítačů.

### Holografické disky
Holografické disky se po roce 2000 zdály být perspektivním médiem. Díky trojrozměrnému zápisu dat na médium s rozměry o málo většími než CD nebo DVD (130 mm průměr, 3,5 mm tloušťka) poskytovaly extrémně vysokou hustotou zápisu informací s kapacitou 500 GB a výhledy na 3,9 TB.

### Externí disky
Externí disky jsou typicky připojeny přes USB. Před jeho nástupem se používala SCSI, paralelní porty nebo jiná rozhraní.

### Datová úložiště
Datová úložiště nebo i síťová.